# Kilt

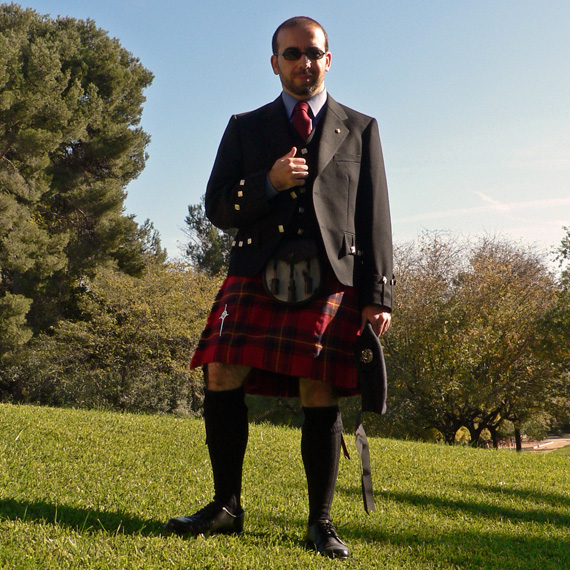
Uomo in kilt

Il kilt è un indumento maschile che consiste in un pezzo di stoffa arrotolato intorno alla vita (simile alla gonna) ed allacciato, tipico della Scozia. Originariamente il kilt era realizzato con un pezzo di stoffa lungo abbastanza da essere poi appoggiato sulla spalla dopo essere stato arrotolato intorno alla vita.
Per la verità, originariamente non era più lungo, ma più alta la stoffa. Era la parte superiore che veniva usata per coprire il busto e anche la testa.

## Storia
Venne inventato da Thomas Rawlinson, un imprenditore (proprietario di fornaci per la fusione del minerale di ferro) quacchero inglese del '700, che, trasferitosi nelle Highlands ed avendone appreso la cultura, operò una grande azione commerciale e inventò una tradizione. Nei primi anni trenta del '700 (tra il 1727 e 1734), osservando gli operai che abbattevano gli alberi per fornire la legna alla sua fornace di Inverness, ebbe l'intuizione di semplificare l'abbigliamento per renderlo meno ingombrante. Gli abitanti meno abbienti infatti portavano allora un lungo plaid, mantello di stoffa grezza e di basso costo, che copriva l'intero corpo (indumento utile anche a fungere da coperta) e che veniva stretto in cintura formando così una specie di gonna, il che rendeva più agevole la marcia nella brughiera. Rawlinson inventò l'attuale gonnellino, staccato dal plaid. Il kilt, quindi, va considerato un abbigliamento "moderno" che il movimento romantico impose come segno di "antichità". Tuttavia, sugli stemmi del capo degli "Skenes", dal 1692, era già rappresentato questo indumento.

## Utilizzo e fabbricazione
Il kilt viene oggi associato all'indumento tradizionale delle Highlands scozzesi, dove viene realizzato in tartan ed è solitamente indossato insieme ad uno sporran, cioè una borsetta di cuoio utilizzata per trasportare denaro. Questo indumento, nel folklore comune, era ed è portato rigorosamente senza indumenti intimi, utilizzato tuttora come abito da cerimonia.
Il kilt oggi viene confezionato come una gonna a portafoglio, con una parte tesa davanti, dove avviene la sovrapposizione e una parte con pieghe plissettate. Viene tenuto chiuso da lacci di pelle con fibbia in alto e da una grossa spilla di sicurezza (kilt pin) sul lembo sovrapposto nell'angolo libero della stoffa. La sua funzione è unicamente quella di aggiungere peso al tessuto ed è quindi assicurato al solo lembo esterno e non anche a quello interno.
Il colore del kilt è distintivo della famiglia di cui lo possiede. Infatti ogni famiglia scozzese possiede un kilt tessuto con disegno e colore diversi da quelli di tutte le altre.

## Galleria d'immagini

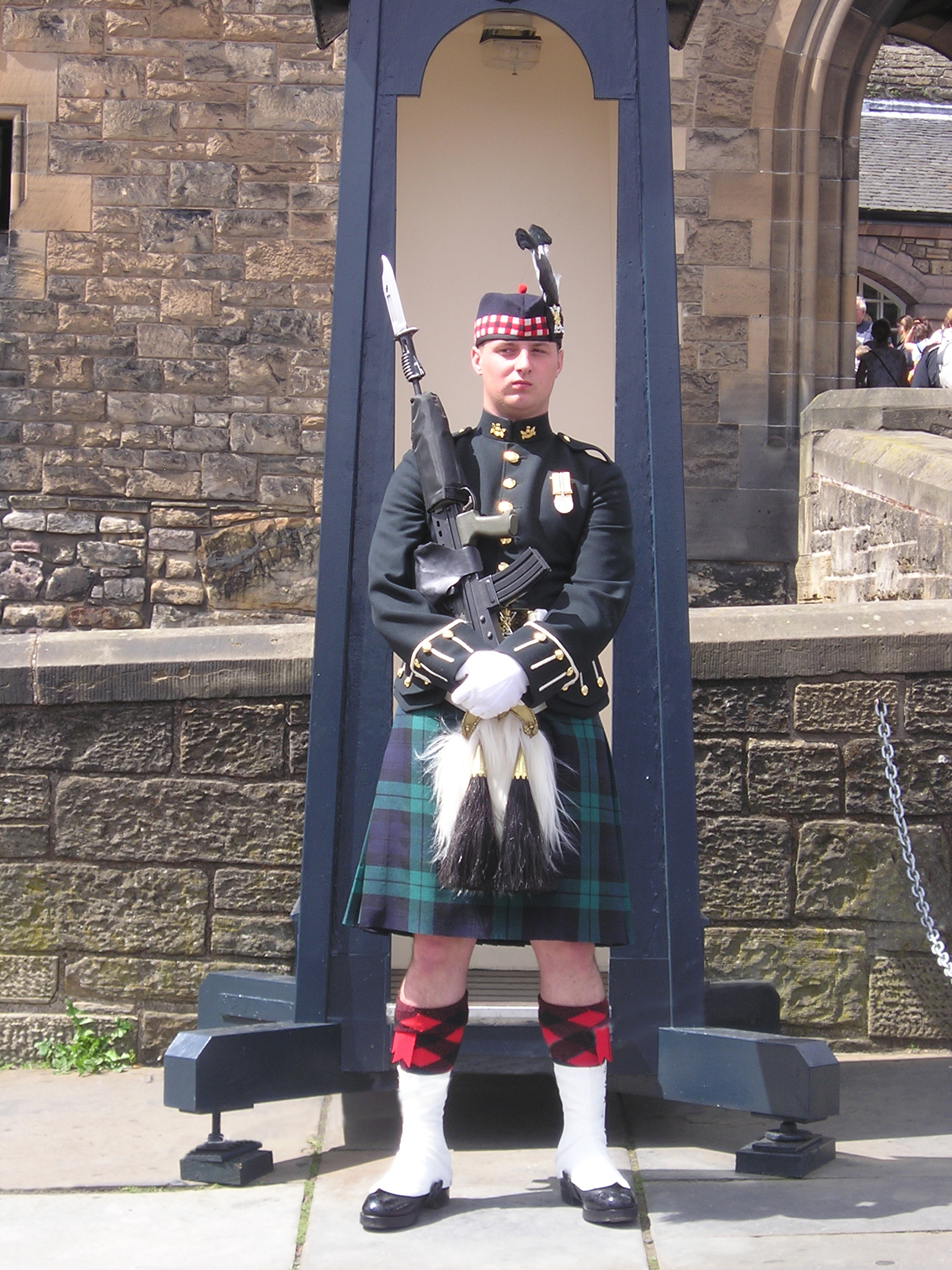
Guardia al castello di Edimburgo
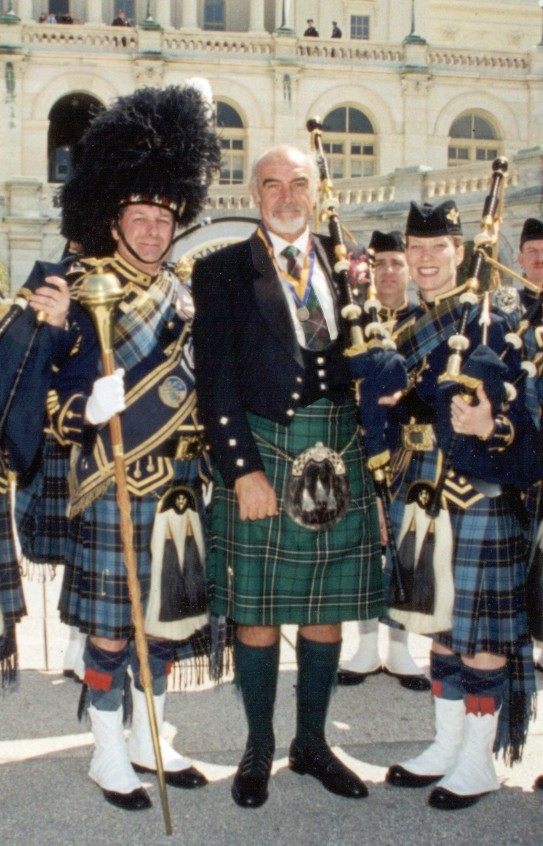
Sean Connery in kilt
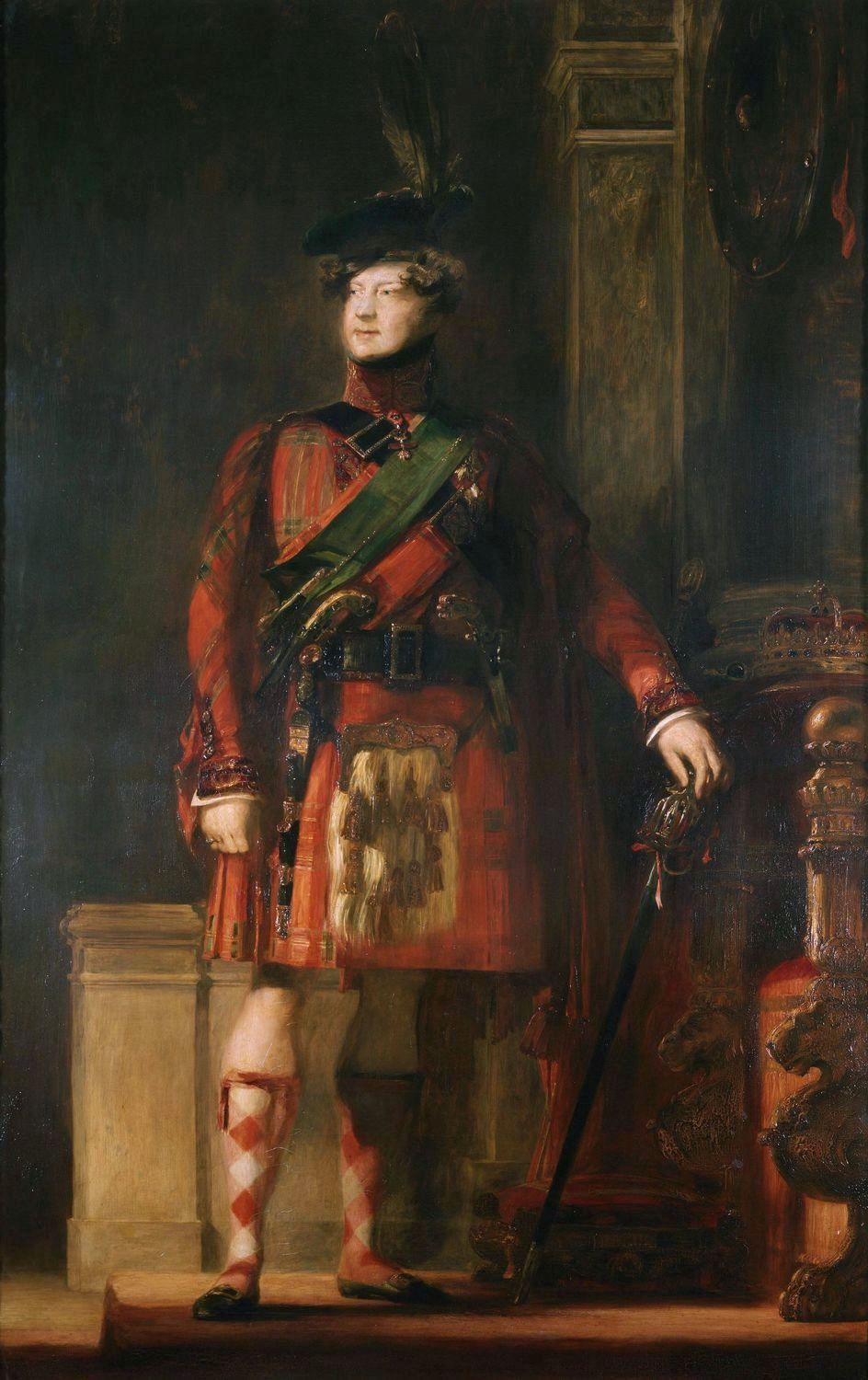
Giorgio IV del Regno Unito in kilt